# Bouchra Rejani
Bouchra Réjani est une dirigeante d'entreprise dans le secteur des médias et de la télévision, née en 1972 à Casablanca. Depuis juin 2017, elle est présidente de WeMake Productions.

## Biographie
Elle est née en 1972 dans un quartier populaire de Casablanca. Sa famille déménage en France, alors qu'elle a 6 mois. Ses parents, qui maintiennent des traditions marocaines à la maison et lui parlent arabe, s'installent à Cholet où ils font du commerce. Ils envisagent pour elle des études de médecine, mais elle préfère quitter le foyer familial à 18 ans, et s'installer à Nantes, où elle fréquente l'université. Elle gagne sa vie par des petits boulots, puis continue à l'école de commerce de Nantes.
Elle commence sa carrière professionnelle en tant qu’auditeur financier chez KPMG Audit. En 1999 elle rejoint le groupe de télévision pour enfants, Jetix Europe à Londres (ex-Fox Kids Europe NV, Groupe Disney) en tant que chargée de mission. En 2002, elle devient directrice déléguée de la chaîne de télévision en France, DisneyXD (ex Fox Kids France), puis rejoint le groupe FremantleMedia France. En 2010, elle est sollicitée pour participer à la création de Shine  Shine France, et prendre le poste de directrice générale,. 
En 2017, elle quitte Shine France, lors du rapprochement entre Endemol France et cette société,, et fonde la société WeMake Productions,, un studio de création et de production.

## Autres fonctions
- Membre de l'observatoire de la diversité du Conseil supérieur de l'audiovisuel[9]
- Membre des International Emmy Awards[10].